# Rekusenjärvi
Rekusenjärvi är en sjö i kommunen Lieksa i landskapet Norra Karelen i Finland. Sjön ligger 122,9 meter över havet. Den är 17,9 meter djup. Arean är 1,61 kvadratkilometer och strandlinjen är 7,01 kilometer lång. Sjön  ingår i Vuoksens huvudavrinningsområde.   Den ligger omkring 88 kilometer norr om Joensuu och omkring 450 kilometer nordöst om Helsingfors. 